# 25-Hydroxyvitamine D 1-alpha-hydroxylase
La 25-hydroxyvitamine D 1-alpha-hydroxylase (VD 1A hydroxylase) également connue sous le nom de calcidiol 1-monooxygénase ou cytochrome p450 27B1 (CYP27B1) ou simplement 1-alpha-hydroxylase est une enzyme du cytochrome P450, qui chez l'homme est codée par le Gène CYP27B1,,.
L'hydroxylase VD 1A est située dans le tubule proximal du rein et dans une variété d'autres tissus, y compris la peau (kératinocytes), les cellules immunitaires et les os ( ostéoblastes).

## Réactions
L'enzyme catalyse l'hydroxylation du calcifédiol en calcitriol (la forme bioactive de la vitamine D ):
calcidiol + 2 adrenodoxine réduite + 2 H + + O 2 ⇌ calcitriol + 2 adrenodoxine oxydée + H 2 O
L'enzyme est également capable d'oxyder l'ercalcidiol (25-OH D2) en ercalcitriol, le sécalciférol en calcitetrol et le 25-hydroxy-24-oxocalciol en (1S)-1,25-dihydroxy-24-oxocalciol.

Calcidiol
Calcitriol

## Signification clinique
Les mutations de perte de fonction du CYP27B1 provoquent un rachitisme dépendant de la vitamine D, de type IA.